# Provincia de Turín
La provincia de Turín (en italiano: Provincia di Torino) fue una provincia en la región del Piamonte, en Italia. Su capital era la ciudad de Turín.
El 1 de enero de 2015 fue reemplazada por la Ciudad metropolitana de Turín.
Tenía un área de 6.830 km², y una población total de 2.247.716 hab. (2006). Había 315 municipios en la provincia (fuente: ISTAT, véase este enlace).

## Véase también

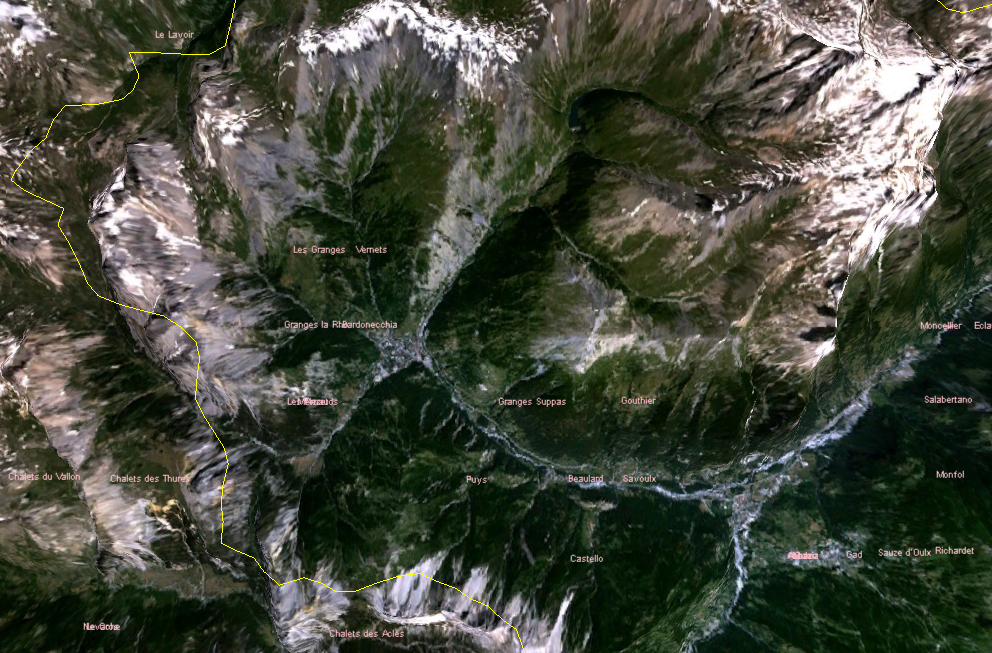
Parte este de la provincia